# El Hachimia
El Hachimia (în arabă الھاشمية) este o comună din provincia Bouira, Algeria.
Populația comunei este de 17.322 de locuitori (2008).